# Сапуга, Андрей Михайлович
Андрей Михайлович Сапуга (укр. Андрій Михайлович Сапуга род. 4 октября 1976, Тейсаров, Львовская область, Украинская ССР) — украинский футболист, полузащитник.

## Клубная карьера
Воспитанник «Карпат». Дебютировал в чемпионате Украины 3 июня 1993 года, в матче против тернопольской «Нивы» вышел в конце игры. 5 октября 1995 года забил первый гол в национальном чемпионате, в матче против «Кремня» забил в конце первого тайма. Всего за «Карпаты» сыграл 74 матча и забил 5 голов. В 1998 году перешёл в московское «Торпедо», которое на тот момент выступало в высшем дивизионе России. 29 июля 1998 года дебютировал в чемпионате в матче против «Зенита» отыграл весь матч. В 2000 году перешёл в другой российский клуб, выступающий в высшем дивизионе, нижегородский «Локомотив», но в следующем году вернулся в «Торпедо». В 2002 году вернулся в «Карпаты», но отыграв один сезон, перешёл в «Закарпатье», за которое в чемпионате Украины сыграл 39 матчей. В дальнейшем играл за воронежский «Факел», «Львов», «Новокузнецк» и «Актобе». В 2009—2011 годах играл за любительские клубы «Нафтуся» и «Карьер».
Сын Марк (род. 2003) — футболист.